# Chiesa di Nostra Signora della Vittoria (Rodi)
La chiesa di Nostra Signora della Vittoria, più semplicemente nota come Santa Maria della Vittoria, è un complesso che sorge nel quartiere di Neocori della città di Rodi e comprende anche il convento dei francescani della Custodia di Terra Santa che prestano servizio pastorale nell'isola, e la foresteria del convento.
La chiesa fu costruita nel 1743 e ingrandita nel 1851. Viene celebrata ogni giorno la Messa in diverse lingue. Nel 1927 iniziarono i lavori di restauro e ricostruzione della nuova facciata su progetto di Di Fausto che si conclusero nel 1929. La facciata è ornata da motivi architettonici crociati. Sopra il portale in una nicchia è stata posta la statua della Vergine. La chiesa suddivisa in tre campate a crociera; è costruita su un'unica navata con transetto. Sotto la cupola è stato posto un coro quadrangolare. Le due cappelle laterali sono dedicate a San Francesco e a Sant'Antonio. Nella chiesa a Natale viene allestito un grande presepe.